# Achyrolimonia decemmaculata
Achyrolimonia decemmaculata là một loài ruồi trong họ Limoniidae. Chúng phân bố ở miền Cổ bắc.

## Hình ảnh
- Tư liệu liên quan tới Achyrolimonia decemmaculata tại Wikimedia Commons